# Florence Court
Florence Court est une demeure et propriété du XVIIIe siècle située près d’Enniskillen dans le comté de Fermanagh en Irlande du Nord. Elle est située sur le contrefort de la montagne Cuilcagh. Le village d’à côté s’en distingue par un nom en un seul mot Florencecourt. Le domaine appartient maintenant au National Trust. 
Florence Court était le siège des comtes d’Enniskillen jusqu'à ce que le national Trust l’acquière en 1953, peu avant qu’un feu dévastateur ravage les étages de la demeure. Des travaux intensifs de restauration ont été entrepris pour lui redonner sa splendeur initiale. Cependant quelques pièces des niveaux supérieurs restent malgré tout fermées. La demeure est connue pour sa décoration intérieure de style rococo et son mobilier irlandais. Beaucoup d’objets de la maison, précédemment vendus, ont été réacquis.

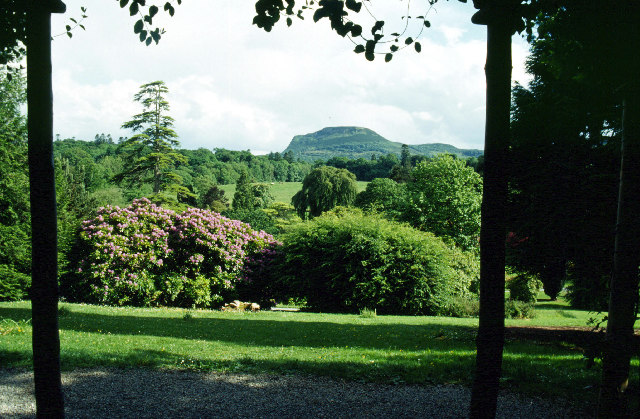
Vue du jardin.

Le domaine inclut un jardin emmuré où vivent des plantes tropicales et tempérées, une scierie fonctionnant à l’énergie hydraulique. Les rivières Larganess et Finglass traversent la propriété. Des pâtures et des forêts occupent la plus grande part du domaine, principalement de mélèzes. C’est aussi l’une des principales sources d’approvisionnement d’ifs. La réserve naturelle de Glen Wood est une forêt de chênes semi-naturelle conservée par le Service forestier à proximité de l'ancien parc à cerfs, à la limite sud-ouest du domaine.